# Padisah
A padisáh az iráni és török kultúra hatása alatt álló iszlám országokban uralkodói cím neve mellett álló cím. A perzsa szó jelentése „a királyok (sahok) feje”. Európai értelemben véve a császár megfelelője.
Az Oszmán Birodalomban a 15. század vége felé, II. Bajazid oszmán szultán (ur. 1481-1512) uralkodásának idején kezdték a szultánra alkalmazni.
A Mogul Birodalom uralkodói is többnyire a padisáh címet viselték. Nagy Akbar a sáhinsáh, azaz királyok királya címet vette fel koronázásakor.